# قائمة مهرجانات سوريا

## قائمة مهرجانات سوريا
1. - مهرجان دمشق السينمائي الدولي -(عروض سينمائية / فعاليات دولية)/ دمشق[1][2]
2. - مهرجان دمشق المسرحي -(عروض مسرحية) - دمشق.
3. - مهرجان تدمر السياحي - مهرجان البادية (سياحي - عروض غنائية وموسيقى - مسابقات خيول وهجن - عروض تراثية) / تدمر.
4. - مهرجان درة الفرات - (سياحي - عروض غنائية وموسيقى - مسابقة ملكة جمال الفرات - مسابقات رياضية - عروض مائية - فعاليات ثقافية - تسوق) دير الزور.
5. - مهرجان المحبة - مهرجان الباسل - (عروض غنائية - تراث وثقافة، مسابقات رياضية، كرة قدم، فروسية) اللاذقية.[3][1]
6. - مهرجان بصرى الدولي - (حفلات - عروض فنية) - بصرى الشام
7. - مهرجان الربيع في حماة - (عروض فنية - مهرجان سياحة وتسوق) - حماة[4][5]
8. - كرنفال ومهرجان القطن - (كرنفال ومهرجان احتفالي بعيد القطن السوري) - حلب.
9. - مهرجان الأغنية السورية - (مسابقات غنائية سورية) - حلب
10. - مهرجان طرطوس السياحي - (حفلات غنائية - مهرجان سياحة وتسوق) - طرطوس
11. - كرنفال ومهرجان مرمريتا - (كرنفال وعروض فنية وحفلات) - مرمريتا.
12. - مهرجان القلعة والوادي - (حفلات غنائية - عروض فلكلور) - قلعة الحصن / حمص.[6][7][8]
13. مهرجان حمص الثقافي[1] - (مسرح - معرض كتاب - معارض فنون - مسرح أطفال - موسيقى ) - حمص
14. - مهرجان موسيقى الجاز - (موسيقى عالمية) - دمشق / حلب.
15. - معرض الزهور الدولي - (مهرجان ومعرض للزهور) - دمشق
16. - مهرجان السيدة - (كرنفال واحتفال ديني - عروض وفعاليات) - مشتى الحلو.
17. - مهرجان الناصرة - (عروض واحتفالات) - الناصرة، وادي النضارة / حمص.
18. - مهرجان الدريكيش - مهرجان الحرير والمياه (عروض تراثية - سياحة وتسوق) - الدريكيش.
19. - مهرجان سوريا شباب - (فرق غنائية سورية غربية حديثة) - دمشق.
20. - مهرجان الزهور - (عروض ازهار ونباتات وفعاليات) - اللاذقية.
21. - مهرجان اللاذقية - (فعاليات وعروض وتسوق وسياحة) - اللاذقية
22. - مهرجان الإنشاد الديني - دمشق.
23. - مهرجان إدلب الخضراء للفنون الشعبية - (عروض فنية - فلكلور - احتفالات) - ادلب.
24. - مهرجان المسرح الجامعي - (عروض مسرحية) - دمشق
25. - مهرجان صلنفة السياحي - مهرجان وكرنفال (سياحي - تسويق - احتفالات فنية) - صلنفة.
26. - مهرجان حلب للموسيقى - (عروض فنية - موسيقى) - حلب.
27. - مهرجان الشعر العربي - (أمسيات شعرية - عروض) - الرقة
28. - مهرجان صافيتا السياحي - (سياحة - تسوق - عروض فنية) - صافيتا.
29. - مهرجان الشاطئ الأزرق الترفيهي والتسويقي - (تسويق - سياحة - حفلات) - الشاطئ الأزرق / الساحل السوري - اللاذقية.
30. - مهرجان درعا - (تسويق واحتفالات) - درعا.
31. - مهرجان الشباب المسرحي - (عروض مسرحية) - الحسكة
32. - مهرجان إدلب المسرحي - (عروض مسرحية) - إدلب.
33. - مهرجان أيام خان الحرير - (تسويق - عروض) - حلب.
34. - مهرجان طريق الحرير - (احتفالات - عروض فنية) - دمشق / حلب / مدن سورية.
35. = مهرجان هنانو الأدبي - (ثقافة، احتفالات) - حلب
36. - مهرجان أبي العلاء المعري الثقافي - معرة النعمان.
37. - مهرجان العجيلي الأدبي للرواية العربية - الرقة.
38. - مهرجان الفنون الشعبية - (عروض فنية - احتفالات) - دمشق.
39. - مهرجان التوثيق القومي - (دمشق).
40. - مهرجان السويداء للسياحة والتسوق - (تسويق - احتفالات - عروض فنية) - السويداء.
41. - مهرجان اللاذقية الموسيقى - (حفلات - موسيقى) - اللاذقية.
42. - مهرجان اللاذقية في الذاكرة - (عروض تراثية - فلكلور) - اللاذقية.
43. - مهرجان دمشق للثقافة والتراث - (عروض فنية وتراثية وثقافية) - دمشق.
44. - مهرجان صيدنايا السياحي - (احتفالات - سياحة) - صيدنايا
45. - مهرجان المزرعة الثقافي - للإبداع الأدبي السويداء.
46. - مهرجان المدن المنسية - (سياحي - ثقافي) - إدلب.
47. - مهرجان ليالي حوران -(احتفالات - سياحة) - درعا.
48. - مهرجان السنديان الثقافي - طرطوس.
49. - مهرجان الفنون التشكيلية - (معارض فنية) - دمشق القديمة
50. - مهرجان أزهار الجولان - (عروض - معرض أزهار - فلكلور) - الجولان
51. - مهرجان الفرات - مهرجان ير الزور (تسويق - عروض حفلات فنية) - دير الزور.
52. - مهرجان تل أبيض للفنون الشعبية - (عروض فنية - احتفالات) - تل أبيض.
53. - مهرجان الزبداني السياحي - (احتفالات - سياحة - تسوق) - الزبداني.
54. - مهرجان نقابة الفنانين المسرحي باللاذقية - (عروض مسرحية) - اللاذقية
55. - (مهرجان حصين البحر الثقافي السنوي) - (معارض فن تشكيلي -ملتقى النحت - أمسيات شعرية - حفلات فنية) -(طرطوس حصين البحر)

1. 1 2 3  "http://thawra.sy/_archive.asp?FileName=20661230820170515213215". thawra.sy. مؤرشف من الأصل في 2017-12-22. اطلع عليه بتاريخ 2017-12-22. {{استشهاد ويب}}: روابط خارجية في |عنوان= (مساعدة)
2. ↑  اليوم، صحيفة. "مهرجان دمشق السينمائي ينطلق السبت". www.alyaum.com. مؤرشف من الأصل في 2017-12-23. اطلع عليه بتاريخ 2017-12-22.
3. ↑  "افتتاح فعاليات مهرجان المحبة في أرض الأبجدية الأولى - اكتشف سورية". www.discover-syria.com (بالإنجليزية). Archived from the original on 2017-12-22. Retrieved 2017-12-22.
4. ↑  "قفز مظلي ومناطيد في افتتاح مهرجان الربيع في حماة - اكتشف سورية". www.discover-syria.com (بالإنجليزية). Archived from the original on 2017-12-22. Retrieved 2017-12-22.
5. ↑  "حماة .. تعيش تألق فعاليات مهرجان الربيع العاشر عروض أزياء .. انتخاب ملكة جمال الربيع .. عرس شعبي في أفاميا .. عروض أزياء وانتخاب ملكة الجمال وعرس أفاميا | الفداء". fedaa.alwehda.gov.sy. مؤرشف من الأصل في 2017-12-22. اطلع عليه بتاريخ 2017-12-22.
6. ↑  ""مهرجان القلعة والوادي"…موعد لعودة المغتربين الى بلادهم وفعالية مهمة لتنشيط السياحة في وادي النضارى". S A N A. مؤرشف من الأصل في 2017-12-22. اطلع عليه بتاريخ 2017-12-22.
7. ↑  "مهرجان القلعة والوادي | المفكرة الثقافية". esyria.sy. مؤرشف من الأصل في 2019-01-28. اطلع عليه بتاريخ 2017-12-22.
8. ↑  "مهرجان القلعة والوادي من 14 ولغاية 17 تموز - Tishreen Online". tishreenonline.sy. مؤرشف من الأصل في 2018-07-11. اطلع عليه بتاريخ 2017-12-22.